# Viiala

Wappen von Viiala

Viiala [ˈviːɑlɑ] ist eine ehemalige Gemeinde in der Landschaft Pirkanmaa im Westen Finnlands. Seit 2007 gehört sie zur Stadt Akaa.
Der Ort Viiala ist neben Toijala und Kylmäkoski eines von drei Siedlungszentren (taajama) der Stadt Akaa. Er liegt acht Kilometer nordwestlich von Toijala und neun Kilometer nördlich von Kylmäkoski an der Mündung des Flusses Tarpianjoki in den Vanajavesi-See. Das ehemalige Gemeindegebiet von Viiala hat eine Fläche von 56,2 Quadratkilometern (davon 5,1 Quadratkilometer Binnengewässer). Die Einwohnerzahl betrug zuletzt 5.553. Die Gemeinde Viiala war einsprachig finnischsprachig.

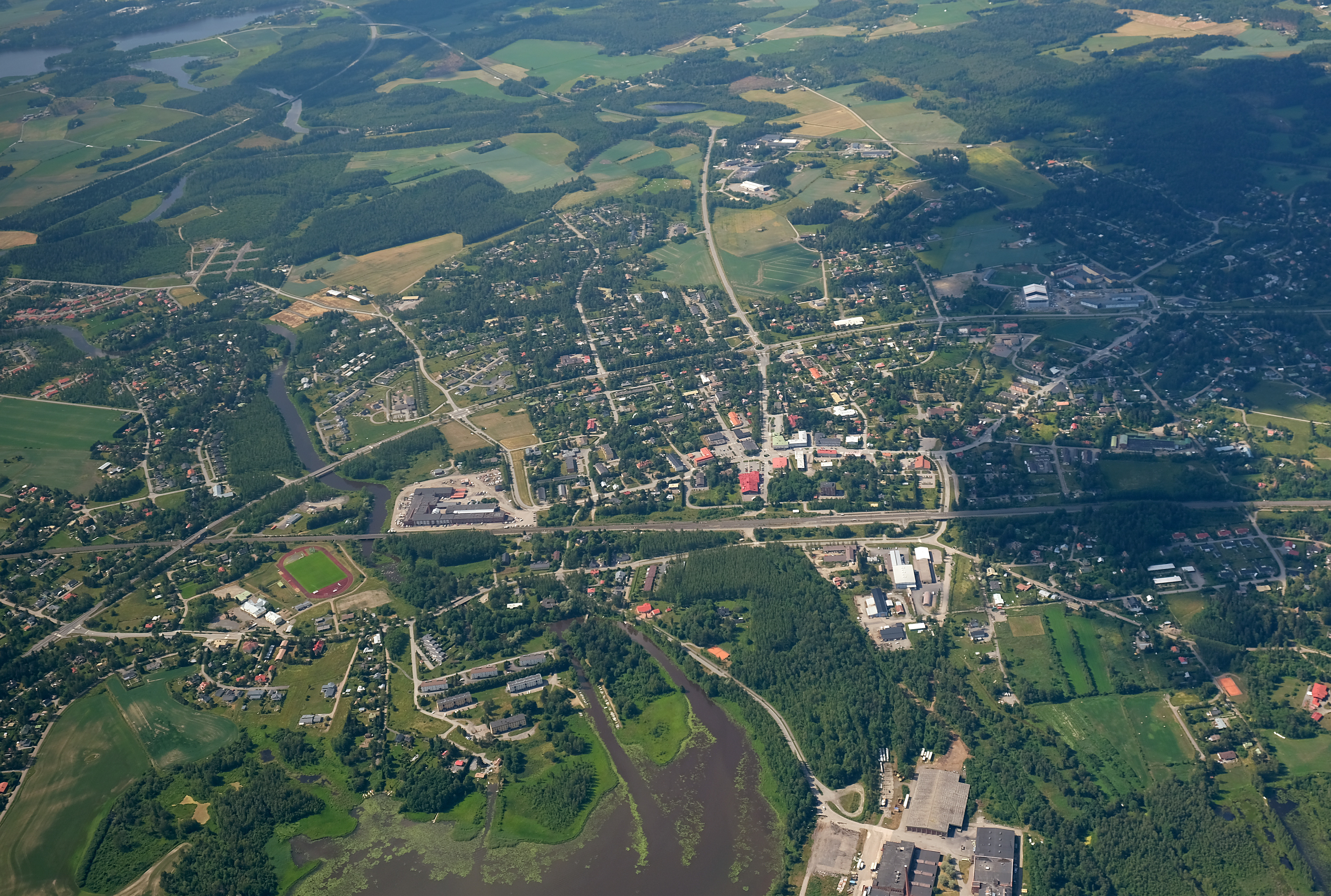
Viiala

Ursprünglich ein kleines Dorf im Kirchspiel Akaa, entwickelte sich Viiala Ende des 19. Jahrhunderts zu einem Industrieort. Bereits 1873 war ein dampfbetriebenes Sägewerk gegründet worden. Nachdem Viiala 1876 an das Bahnnetz angeschlossen wurde und einen eigenen Bahnhof erhielt, folgten eine Glashütte und ein Ziegelwerk. Die Gemeinde Viiala wurde 1932 aus Teilen von Akaa und der Nachbargemeinden Lempäälä und Vesilahti gebildet. Das Gemeindegebiet vergrößerte sich 1946, als die Gemeinde Akaa aufgelöst und ihr Gebiet zwischen dem neugegründeten Marktflecken Toijala und den Gemeinden Kylmäkoski, Sääksmäki und Viiala aufgeteilt wurde. Anfang 2007 fusionierte Viiala mit Toijala zur Stadt Akaa.
Bis in die 1990er Jahre war Viiala ein Industriestandort mit drei großen Fabriken. Die Leder- und Feilenfabriken von Viiala wurden aber 1995 bzw. 1996 infolge der finnischen Wirtschaftskrise geschlossen, 2004 wurde auch die Holzwerkstoffproduktion in der Fabrik des UPM-Kymmene-Konzerns eingestellt.

## Persönlichkeiten
- Timo Mustakallio (1929–1984), Opernsänger und Festspielleiter